# Temporada 1953-54 de los Philadelphia Warriors
La temporada 1953-54 fue la octava de los Philadelphia Warriors en la NBA. La temporada regular acabó con 29 victorias y 43 derrotas, no clasificándose para los playoffs.

## Elecciones en elDraft
| Ronda | Puesto | Jugador        | Posición | Nacionalidad   | Universidad  |
| ----- | ------ | -------------- | -------- | -------------- | ------------ |
| T     | -      | Ernie Beck     | Escolta  | Estados Unidos | Pennsylvania |
| 2     | 8      | Larry Hennessy | Base     | Estados Unidos | Villanova    |
| 4     | 28     | Norm Grekin    | Alero    | Estados Unidos | La Salle     |
| -     | -      | Jack George    | Base     | Estados Unidos | La Salle     |

## Temporada regular
| División Este         | División Este | División Este | División Este | División Este | División Este | División Este | División Este | División Este |
| Equipo                | G             | P             | %             | PD            | Casa          | Fuera         | Neutral       | Div           |
| --------------------- | ------------- | ------------- | ------------- | ------------- | ------------- | ------------- | ------------- | ------------- |
| x-New York Knicks     | 44            | 28            | .611          | –             | 18–8          | 15–13         | 11–7          | 24–16         |
| x-Syracuse Nationals  | 42            | 30            | .583          | 2             | 26–6          | 11–17         | 5–7           | 21–19         |
| x-Boston Celtics      | 42            | 30            | .583          | 2             | 17–6          | 10–19         | 15–5          | 25–15         |
| Philadelphia Warriors | 29            | 43            | .229          | 15            | 10–9          | 6–16          | 13–18         | 19–21         |
| Baltimore Bullets     | 16            | 56            | .222          | 28            | 12–18         | 0–22          | 4–16          | 11–29         |

## Estadísticas
| Rk | Jugador        | Edad | P  | PT | MP   | TC  | TCI  | %TC  | 3P | 3PI | %3P | TL  | TLI  | %TL  | RO | RD | RT   | AS  | RB | TAP | BP | FP  | PTS  |
| 1  | Neil Johnston  | 24   | 72 |    | 45.8 | 8.2 | 18.3 | .449 |    |     |     | 8.0 | 10.7 | .747 |    |    | 11.1 | 2.8 |    |     |    | 3.6 | 24.4 |
| 2  | Joe Graboski   | 24   | 71 |    | 38.9 | 5.0 | 14.1 | .354 |    |     |     | 3.3 | 4.9  | .674 |    |    | 9.4  | 2.3 |    |     |    | 3.1 | 13.3 |
| 3  | Jack George    | 25   | 71 |    | 37.3 | 3.6 | 10.4 | .352 |    |     |     | 2.2 | 3.7  | .590 |    |    | 5.4  | 4.4 |    |     |    | 3.0 | 9.5  |
| 4  | Zeke Zawoluk   | 23   | 71 |    | 25.3 | 2.9 | 7.6  | .376 |    |     |     | 2.6 | 3.2  | .809 |    |    | 4.6  | 1.4 |    |     |    | 3.1 | 8.3  |
| 5  | Ernie Beck     | 22   | 15 |    | 28.1 | 2.6 | 9.5  | .275 |    |     |     | 2.3 | 2.9  | .791 |    |    | 3.3  | 2.3 |    |     |    | 1.9 | 7.5  |
| 6  | Danny Finn     | 25   | 68 |    | 23.0 | 2.5 | 7.3  | .343 |    |     |     | 1.9 | 2.9  | .643 |    |    | 3.2  | 3.9 |    |     |    | 3.2 | 6.9  |
| 7  | Paul Walther   | 26   | 64 |    | 32.3 | 2.2 | 6.1  | .352 |    |     |     | 2.3 | 3.2  | .704 |    |    | 4.0  | 3.4 |    |     |    | 3.1 | 6.6  |
| 8  | Walt Davis     | 23   | 68 |    | 23.1 | 2.5 | 6.7  | .367 |    |     |     | 1.0 | 1.5  | .644 |    |    | 6.4  | 0.9 |    |     |    | 3.0 | 5.9  |
| 9  | Joe Fulks      | 32   | 61 |    | 8.2  | 1.0 | 3.8  | .266 |    |     |     | 0.5 | 0.8  | .571 |    |    | 1.7  | 0.5 |    |     |    | 1.5 | 2.5  |
| 10 | George Senesky | 31   | 58 |    | 13.3 | 0.7 | 2.1  | .345 |    |     |     | 0.5 | 0.9  | .547 |    |    | 1.1  | 1.4 |    |     |    | 1.4 | 1.9  |
| 11 | James Phelan   | 24   | 4  |    | 8.3  | 0.0 | 1.5  | .000 |    |     |     | 0.8 | 1.5  | .500 |    |    | 1.3  | 0.5 |    |     |    | 2.3 | 0.8  |
| 12 | Norm Grekin    | 23   | 1  |    | 1.0  | 0.0 | 0.0  |      |    |     |     | 0.0 | 0.0  |      |    |    | 0.0  | 0.0 |    |     |    | 1.0 | 0.0  |

## Galardones y récords
| Jugador       | Galardón                                              |
| Neil Johnston | Mejor quinteto de la NBA Líder de anotación de la NBA |